# Karl van Caloen
Karl van Caloen (Loppem, 2 augustus 1889 - 20 juli 1989) was burgemeester van Loppem.

## Familie
Baron Karl Marie Joseph Gustave Ghislain van Caloen, was de zevende van de dertien kinderen van baron Albert van Caloen (1856-1933), burgemeester van Loppem en van Marie-Thérèse, laatste van de familie van Ockerhout (1858-1940) als dochter van Leon Van Ockerhout.
Hij trouwde in 1920 met Edmée du Fresne de Beaucourt (1893-1925) en in 1926 met Marie-Jeanne van Outryve d'Ydewalle(1900-1993), dochter van volksvertegenwoordiger Emmanuel Charles van Outryve d'Ydewalle. Hierdoor werd hij de schoonbroer van Charles en Pierre van Outryve d'Ydewalle Uit zijn eerste huwelijk had hij twee dochters die trouwden met Franse edellieden en één, Savina van Caloen (°1923) die trouwde met Ides Janssens de Bisthoven, burgemeester van Waardamme.

## Levensloop
Oorlogsvrijwilliger tijdens de Eerste Wereldoorlog, vocht Van Caloen aan de IJzer, alsook in Belgisch-Congo, waar hij deelnam aan de Slag bij Tabora.
Van Caloen behaalde zijn diploma van doctor in de rechten in 1919 aan de Katholieke Universiteit Leuven en werd advocaat aan de Brugse balie, tot in 1933.
Vanaf 1933 werd hij agent van het discontokantoor van de Nationale Bank in Brugge, functie waarin later zijn schoonzoon Janssens de Bisthoven hem opvolgde.
Van Caloen woonde niet op het door zijn grootvader Charles van Caloen gebouwde groot kasteel van Loppem, maar in een villa in de dorpskom, genaamd 'Het Witte Huis'. Het was in zijn woning dat koning Leopold III, tijdens de Achttiendaagse Veldtocht, van 18 tot 25 mei 1940 verbleef en eerste minister Hubert Pierlot, minister Paul-Henri Spaak en twee andere ministers hem kwamen opzoeken, maar hij was toen net naar Wijnendale verhuisd.

## Loppem
Van Caloen werd in 1933 verkozen tot gemeenteraadslid van Loppem. In 1947 werd hij tot schepen verkozen en in januari 1947 werd hij burgemeester benoemd, ambt dat hij bleef uitoefenen tot einde 1970.
Hij was in zijn gemeente onder meer:
- erevoorzitter van de schuttersgilde Sint-Sebastiaan;
- voorzitter van de Oudstrijdersbond;
- lid van de kerkraad;
- hoofd van de Civiele bescherming.

## Brugge
Ook in Brugge speelde Karl van Caloen een rol. Zo was hij:
- Lid (1921) en proost (1930) van de Edele Confrérie van het Heilig Bloed;
- Hij was medestichter van de Koloniale en Zeevaartkring. Hij was er secretaris van, van 1921 tot 1937 en voorzitter van 1937 tot 1940 en van 1945 tot weinige jaren voor zijn dood. Vooral in de jaren 1930 was de vereniging zeer actief door op te komen voor de belangen van de haven van Zeebrugge.

Hij was ook voorzitter voor West-Vlaanderen van de Vereniging van de Adel.